# 2 Tesalonicenses 2

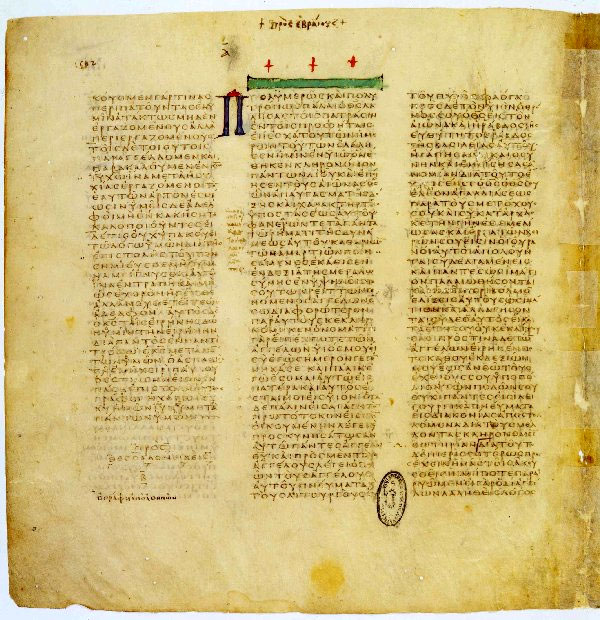
Segunda Epístola a los Tesalonicenses.

 2 Tesalonicenses 2 es el segundo capítulo de la Segunda epístola a los tesalonicenses o 2.ª de Tesalonicenses,  también conocida como Segunda Carta a los tesalonicenses que es uno de los veintisiete libros que conforman el Nuevo Testamento cristiano. Así mismo, es una de las trece epístolas atribuidas, por la tradición, a Pablo de Tarso, una de las siete menores.Es probable que se encuentre entre las primeras de las cartas de Pablo, escritas probablemente a finales del año 52 d. C. Las catorce epístolas de Pablo de Tarso se dividen tradicionalmente en siete mayores y siete menores, en razón de su longitud e importancia.

## Manuscritos más antiguos que se conservan
El manuscrito original de esta carta se ha perdido, al igual que más de un siglo de copias. Las texto de los manuscritos supervivientes varía. Los manuscritos supervivientes más antiguos que contienen parte o la totalidad de este libro incluyen:
- Papiro 46 (c. 200 d. C.)
- Papiro 65 (siglo III)
- Codex Vaticanus (325-350)
- Códice Sinaítico (330-360)
- Codex Alexandrinus (400-440)
- Codex Ephraemi Rescriptus (c. 450)
- Codex Freerianus (c. 450)
- Codex Claromontanus (c. 550)

## Contenido
- La venida del Señor no es inminente. Versículos 1-12.
- La fe en la verdad. Versículos 13-14.
- Oración pidiendo consuelo y firmeza. Versículos 15-17.

## La venida del Señor no es inminente. Versículos 1-12.
1-En cuanto a la venida de nuestro Señor Jesucristo y de nuestro encuentro con él, os rogamos, hermanos, 
2-que no se inquiete fácilmente vuestro ánimo ni os alarméis: ni por revelaciones, ni por rumores, ni por alguna carta que se nos atribuya, como si fuera inminente el día del Señor. 
3-Que de ningún modo os engañe nadie, porque primero tiene que venir la apostasía y manifestarse el hombre de la iniquidad, el hijo de la perdición, 
....
10-y con todo género de engaños malvados, dirigidos a los que se pierden, puesto que no aceptaron el amor de la verdad para salvarse. 
11-Por eso Dios les envía un poder seductor, para que ellos crean en la mentira, 
12-de modo que sean condenados todos los que no creyeron en la verdad, sino que pusieron su complacencia en la injusticia.

### Comentario
El tema central de esta carta es la segunda venida del Señor o Parusía, que algunos en la comunidad consideraban cercana. Aunque los intérpretes han intentado esclarecer el texto, este sigue presentando dificultades y ha dado lugar a diversas interpretaciones a lo largo del tiempo. No obstante, el mensaje principal parece claro: Pablo exhorta a los tesalonicenses a mantener la calma, ya que los signos que precederán a la Parusía aún no han ocurrido.
Ante quienes inquietaban a la comunidad al afirmar que la Parusía era inminente, Pablo responde con un lenguaje simbólico inspirado en el Antiguo Testamento, señalando que antes deben ocurrir dos eventos: la «apostasía» y la aparición del «hombre de la iniquidad» (v. 3). La apostasía ya había sido anunciada por Jesús. Solo cuando se haya alcanzado el límite de los pecados humanos llegará el fin y se realizará el Juicio Universal. La identidad del «hombre de la iniquidad» no está clara; podría representar un conjunto de fuerzas malignas al servicio de Satanás, similar al «Anticristo» mencionado por Juan. La frase traducida como «por revelaciones» literalmente significa «por espíritu».   El autor sagrado posiblemente se refiere a aquellos que, creyendo poseer un carisma profético supuestamente dado por el Espíritu Santo, difundían sus propias ideas como si fueran revelaciones divinas. Otros preferían respaldarlas atribuyéndolas a palabras o escritos del propio Pablo. No es fácil precisar en qué consiste el «misterio de la iniquidad» ni identificar aquello que frena su pleno dominio. Algunos interpretan este misterio como la obra del «hombre de la iniquidad». En cuanto al obstáculo que lo detiene, algunos sugieren que podría ser la estructura legal del Imperio romano, considerada un medio bajo el control de Dios.
Otros piensan que se refiere a la proclamación del Evangelio y a su acción en la vida de los creyentes. Éstos, con su vida y su actividad apostólica, hacen llegar la doctrina y la gracia de Cristo a muchos hombres. Como consecuencia, si los cristianos dejaran enfriar su celo apostólico, cesaría el impedimento que frena la acción del mal, permitiendo que se manifiestara la apostasía. Otros lo refieren a Dios, que según el pensamiento judío había atado a los ángeles malos hasta el día del juicio. Muchas otras explicaciones se han propuesto pero ninguna de ellas es satisfactoria. El Catecismo de la Iglesia Católica enseña:

Antes del advenimiento de Cristo, la Iglesia deberá pasar por una prueba final que sacudirá la fe de numerosos creyentes (cfr Lc 18,8; Mt 24,12). La persecución que acompaña a su peregrinación sobre la tierra (cfr Lc 21,12; Jn 15,19-20) desvelará el “Misterio de iniquidad” bajo la forma de una impostura religiosa que proporcionará a los hombres una solución aparente a sus problemas mediante el precio de la apostasía de la verdad. La impostura religiosa suprema es la del Anticristo, es decir, la de un seudo–mesianismo en que el hombre se glorifica a sí mismo colocándose en el lugar de Dios y de su Mesías venido en la carne (cfr 2 Ts 2,4-12; 1 Ts 5,2-3; 2 Jn 7; 1 Jn 2,18.22). Esta impostura del Anticristo aparece esbozada ya en el mundo cada vez que se pretende llevar a cabo la esperanza mesiánica en la historia, lo cual no puede alcanzarse sino más allá del tiempo histórico a través del juicio escatológico: incluso en su forma mitigada, la Iglesia ha rechazado esta falsificación del Reino futuro con el nombre de milenarismo (cfr DS 3839), sobre todo bajo la forma política de un mesianismo secularizado, “intrínsecamente perverso”” que condena el “falso misticismo” de esta “falsificación de la redención de los humildes”; GS 20-21);

«Dios les envía un poder seductor» (v. 11). Es un modo de hablar, frecuente en la Biblia, por el cual se atribuye a Dios lo que Él simplemente permite. Dios quiere que todos los hombres se salven y nunca incita al mal, pero permite, por respeto a la libertad del hombre, que se condenen quienes se obstinan en la malicia. La incertidumbre acerca del momento en que acontecerá la Parusía no es obstáculo para una vida cristiana auténtica, ni fuente de desasosiego, sino que —como lo hace notar San Atanasio— resulta beneficiosa: 

No conocer cuándo será el fin ni cuándo será el día del fin es útil a los hombres. Si lo conocieran, despreciarían el tiempo intermedio, aguardando los días próximos a la consumación. En efecto, sólo entonces alegarían motivos para pensar en ellos mismos. Por esto guardó silencio sobre la consumación de la muerte de cada uno para que los hombres no se enorgullecieran con tal conocimiento y no comenzaran a pasar la mayor parte del tiempo irreflexivamente. Ambas cosas, la consumación de todo y el final de cada uno, nos lo ocultó el Verbo (pues en la consumación de todo se halla la consumación de cada uno y en la de cada uno se contiene la del todo) para que siendo incierto y siempre esperado, cada día avancemos como llamados, tendiendo hacia lo que está delante de nosotros y olvidando lo que está detrás (Flp 3,13).

En cualquier caso, y dado que el sentido de este pasaje permanece oscuro, cada persona ha de elegir, mientras tanto, entre el «amor de la verdad» (v. 10), ofrecido por Cristo, y las señales y discursos del Maligno. 

Todos los hombres están obligados a buscar la verdad, sobre todo en lo que se refiere a Dios y a su Iglesia, y, una vez conocida, a abrazarla y practicarla.

## La fe en la verdad. Oraciones pidiendo firmeza. Versículos 13-17
13-Nosotros, en cambio, debemos dar siempre gracias a Dios por vosotros, hermanos, amados del Señor, porque os eligió Dios como primicias para la salvación, mediante la acción santificadora del Espíritu y por la fe en la verdad. 
14-Para esto os llamó por medio de nuestro evangelio, para que alcancéis la gloria de nuestro Señor Jesucristo.
15-Por eso, hermanos, manteneos firmes y observad las tradiciones que aprendisteis, tanto de palabra como por carta nuestra. 
16-Que nuestro Señor Jesucristo, y Dios nuestro Padre, que nos amó y gratuitamente nos concedió un consuelo eterno y una feliz esperanza, 
17-consuele vuestros corazones y los afiance en toda obra y palabra buena.

### Comentarios
A pesar de que algunos rechacen la verdad, Pablo expresa su gratitud a Dios por los frutos de la obra santificadora en los creyentes. La referencia a las tres Personas divinas subraya que la Salvación es una obra conjunta de la Trinidad: el Padre «Dios» elige, para alcanzar la gloria de «nuestro Señor Jesucristo», mediante la acción del «Espíritu Santo» (vv. 13-14). Para evitar caer en doctrinas equivocadas, la clave es permanecer firmes en la fe recibida y conservar las tradiciones apostólicas. El término «tradiciones» (v. 15) parece aludir a la enseñanza cristiana que Pablo transmitió, equivalente al depósito de la fe.«La Iglesia con su enseñanza, su vida, su culto, conserva y transmite a todas las edades lo que es y lo que cree»